# Stadler CityLink
A Stadler Citylink (2015-ig Vossloh Citylink) egy vasút-villamos sorozat amelyet a Stadler Rail gyárt a valenciai üzemében 2003 óta. Magyarországon a Szeged–Hódmezővásárhely tram-train vonalán  közlekednek a MÁV-Start 406-os számú sorozataként.

## Előfordulása
| Kép | Ország             | Hely                                              | Sorozat                  | Gyártási év     | darabszám | Nyomtáv | Megjegyzés                                            |
| --- | ------------------ | ------------------------------------------------- | ------------------------ | --------------- | --------- | ------- | ----------------------------------------------------- |
|     | Magyarország       | Szeged-Hódmezővásárhely                           | MÁV 406 sorozat          | 2021−2022       | 12        | 1435 mm | hibrid dízel-villamos üzemű                           |
|     | Spanyolország      | Alicante villamosvonal-hálózata                   | 4100-es sorozat          |                 | 9         | 1000 mm |                                                       |
|     | Spanyolország      | Alicante villamosvonal-hálózata                   | 5000-es sorozat          | 2019−           | 6         | 1000 mm | hibrid dízel-villamos üzemű, 2 × 390 kW Dízelmotorral |
|     | Spanyolország      | Palma de Mallorca villamosvonal-hálózata          | SFM 91 sorozat           |                 | 6         | 1000 mm |                                                       |
|     | Spanyolország      | León                                              |                          |                 |           | 1000 mm |                                                       |
|     | Németország        | Karlsruhei Stadtbahn                              | NET 2012                 | 2014–2019       | 75        | 1435 mm | 750 V egyenáram                                       |
|     | Németország        | Chemnitzi Stadtbahn                               |                          | 2015−2017       | 12        | 1435 mm | hibrid dízel-villamos üzemű                           |
|     | Egyesült Királyság | Sheffield                                         | British Rail 399 sorozat | 2014–2015       | 7         | 1435 mm | Sheffield és Rotherham között közlekedik              |
|     | Wales              | Rhondda, a Merthyr és a Cardiff City vasútvonalak | British Rail 398 sorozat | 2020–napjainkig | 36        | 1435 mm |                                                       |

## Fordítás
- Ez a szócikk részben vagy egészben  a   Stadler Citylink című angol Wikipédia-szócikk fordításán alapul.  Az eredeti cikk szerkesztőit annak laptörténete sorolja fel. Ez a jelzés csupán a megfogalmazás eredetét és a szerzői jogokat jelzi, nem szolgál a cikkben szereplő információk forrásmegjelöléseként.